# 김성욱 (농구인)
김성욱(金星旭, 1964년 6월 17일 ~ )은  대한민국의 전 농구 선수다. 국민대학교를 졸업하였으며 현대전자 선수로 활동하였다. 센터로서는 작은 키인 193cm였지만, 강한 체력과 심판에게 들키지 않는 잦은 반칙으로 상대 에이스를 꽁꽁 묶는 수비로 유명했다. 주한미군 출신의 백인 아버지와 한국인 어머니 사이의 혼혈이라는 것과 프리드로를 할 때 백보드에 공을 맞추어 넣은 것으로 유명하였다. 농구선수가 되어 유명해 지면, 아버지를 찾을 수 있을 것이라는 생각으로 농구에 입문하게 되었다고 한다. 실제로 성인이 되어 미국인 아버지를 찾게 되면서 미국 시민권을 획득하여 한국 국가대표선수 자격을 상실하였다. 은퇴후 미국에서 살고 있다.

## 경력
- 1982 ~ 1986 국민대학교 농구 선수.
- 1986 ~ 1992 현대전자 농구단 선수.

## 에피소드
- 현대전자 팀의 센터로 활약하던 시절인 1990-1991 농구대잔치 결승전에서 당시 기아산업의 선수로 뛰던 허재를 주먹으로 가격하여 징계를 받은 사건으로 유명하다.